# Aleksandre Ch'avch'avadze
Aleksandre Ch'avch'avadze (in georgiano ალექსანდრე ჭავჭავაძე?; anche italianizzato in: Alessandro Ciavciavadze, o Čavčavadze; in russo Александр Чавчавадзе?, Aleksandr Čavčavadze; in inglese e internazionalmente: Alexander Chavchavadze) (San Pietroburgo, 1786 – 6 novembre 1846) è stato un poeta e generale georgiano.
Considerato il "padre del romanticismo georgiano", fu anche un famoso aristocratico ed un generale al servizio dell'impero russo.

## Gioventù
Aleksandre Ch'avch'avadze era membro della nobile famiglia elevata al rango di principe dal re georgiano Costantino II di Cachezia nel 1726. La famiglia era originaria di Khevsureti, ma si era legata tramite matrimonio ad altre nobili famiglie georgiane.
Alexander nacque nel 1786 a San Pietroburgo, Russia, dove il padre Garsevan Ch'avch'avadze era ambasciatore di Eraclio II, re di Kartli-Kakheti in Georgia orientale. La Zarina Caterina II di Russia fu madrina di battesimo del giovane Alexander.
La prima educazione di Alexander fu russa. Vide per la prima volta la nativa Georgia all'età di 13 anni, quando la famiglia fece ritorno a Tbilisi dopo l'annessione russa della Georgia orientale (1801). All'età di 18 anni Aleksandre Ch'avch'avadze si unì al principe Parnaoz, membro dell'ormai decaduta famiglia reale, nella ribellione che nel 1804 scoppiò sulle montagne georgiane dello Mtiuleti, nel tentativo di cacciare gli invasori russi. Dopo la soppressione della rivolta fu per breve tempo imprigionato, e qui compose le sue prime opere letterarie, compreso il primo poema radicale in georgiano, Guai a questo mondo ed ai suoi abitanti (ვაჰ, სოფელსა ამას და მისთა მდგმურთა). Il poema divenne popolare in poco tempo, e valse al suo giovane autore una notevole fama. I suoi manoscritti circolarono rapidamente, e le sue liriche d'amore o protesta, scritte con lo spirito del poeta georgiano del XVIII secolo Besiki o dell'illuminista francese enlightener Jean-Jacques Rousseau, furono cantate in tutta Tblisi e nel resto della Georgia.

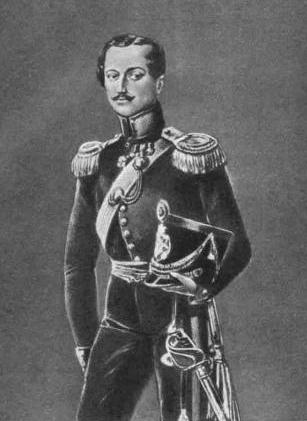
Principe Aleksandre Ch'avch'avadze in uniforme ussara

Dopo un anno di esilio passato a Tambov, Ch'avch'avadze si riconciliò col nuovo regime e si arruolò in un reggimento di Ussari. Ironicamente, combatté con la divisa russa guidato da Filippo Paulucci quando nel 1812 scoppiò una nuova rivolta anti-russa in Cachezia. Quello stesso anno sposò la principessa georgiana Salome Orbeliani, discendente della dinastia Bagrationi.
Nel corso della guerra della sesta coalizione (1813-1814) contro Napoleone Bonaparte fu aiutante di campo del comandante russo Barclay de Tolly, e fu ferito alla gamba nella battaglia di Parigi del 31 marzo 1814. Ufficiale nelle forze russe, rimase a Parigi due anni, e la restaurata dinastia Borbone gli concesse la Legion d'onore. Aperto a nuove idee, in particolare a quelle del primo romanticismo francese, fu colpito da Alphonse de Lamartine e Victor Hugo, così come da Jean Racine e Pierre Corneille, che conobbero la letteratura georgiana grazie a Ch'avch'avadze.

## Carriera militare e politica
Nel 1817 il principe Ch'avch'avadze divenne colonnello dell'esercito russo. Promosso maggior generale nel 1826, la sua carriera militare ottenne numerosi riconoscimenti nel corso delle guerre contro Persiani e Ottomani alla fine degli anni 1820. Partecipò alla conquista di Erevan dalla Persia nel 1827 e fu nominato, nel 1828, governatore militare del distretto militare armeno. Durante la guerra russo-turca (1828-1829), con un piccolo distaccamento, organizzò una vittoriosa difesa della provincia di Erevan dai Curdi ed entrò in Anatolia, rubando ai Turchi il controllo dell'intero pasciàto di Bajazet dal 25 agosto al 9 settembre 1828. Nel 1829 fu nominato amministratore della base militare della Cachezia.
Tornato in Georgia, Alexander godette di un'ampia popolarità tra la popolazione e la nobiltà georgiana. Fu uno dei più raffinati, istruiti e ricchi aristocratici del XIX secolo, sapendo parlare fluentemente numerose lingue europee ed asiatiche. Il famoso diplomatico e drammaturgo russo Alexander Griboyedov ne sposò la figlia sedicenne Nino. Un'altra figlia, Ek'at'erine, sposò David Dadiani, principe di Mingrelia, ed ispirò in Nikoloz Baratashvili l'amore senza speranza che lo rese il più grande poeta del romanticismo georgiano.
Nella sua casa estiva di Ts'inandali intrattenne spesso ospiti stranieri con musica, brio e, soprattutto il vino prodotto nella sua casa vinicola (marani). Conoscendo i metodi di imbottigliamento europei, Ch'avch'avadze creò la più antica e grande casa vinicola georgiana. Il ricercato vino Ts'inandali, un bianco secco, è tuttora prodotto. Secondo l'amico Juan Van Halen, Ch'avch'avadze era "un principe georgiano, educato in Europa,... che nonostante avesse servito nel nostro reggimento con il grado di colonnello, riuscì, senza sminuire le sue qualità militari, ad aumentare il suo patrimonio personale tanto che pochi nobili georgiani potevano competere con la sua ricchezza".

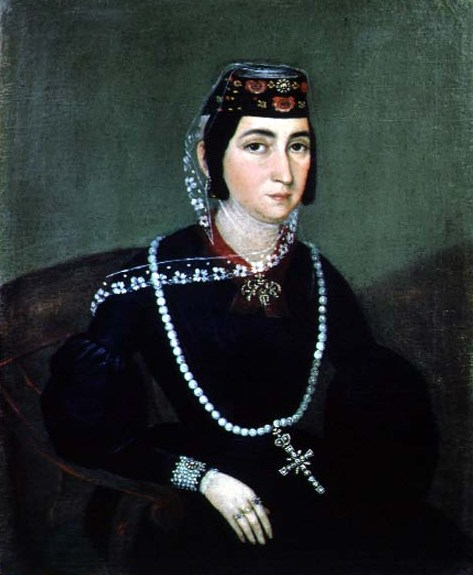
La moglie di Aleksandre Ch'avch'avadze, Salome Orbeliani

Nonostgante il leale servizio alla corona russa, la nostalgia provata da Ch'avch'avadze per l'indipendenza georgiana, la monarchia, e la chiesa lo spinsero ad una nuova ribellione, tanto che si unì alla cospirazione che nel 1832 scoppiò contro l'egemonia russa. Il colpo di Stato fu disastroso per la letteratura georgiana: molte delle poesie scritte tra il 1820 ed il 1832, ispirate dal romanticismo e dalla ricerca dell'uguaglianza, furono bruciate dagli stessi autori in quanto prove che potevano essere usate contro di loro. Fu condannato ad un esilio di cinque anni a Tambov, ma lo zar, che aveva bisogno delle sue qualità nella guerra caucasica, lo perdonò. Ch'avch'avadze si unì con piacere alla spedizione condotta contro i ribelli montani della Ciscaucasia. Come molti altri nobili georgiani, approfittò della guerra per vendicarsi dei costanti saccheggi perpetrati in passato dai ciscaucasici in Georgia.
Divenne tenente generale nel 1841, e continuò a servire l'esercito nel Caucaso, per breve tempo a capo dell'amministrazione civile della regione dal 1842 al 1843. Nel 1843 combatté la sua ultima guerra, comandando con successo una spedizione punitiva contro le tribù ribelli del Daghestan. In seguito entrò a far parte del Consiglio di amministrazione della Transcaucasia.
Nel 1846 Aleksandre Ch'avch'avadze fu vittima di un incidente, avvenuto in circostanze misteriose: tornando una notte al suo palazzo di Ts'inandali, qualcuno uscì dal bosco e gli lanciò un secchio di acqua bollente mentre era al galoppo. Perse il controllo del cavallo e finì nel vicino fossato. Morì a causa delle gravi ferite riportate. Nonostante la tragedia fosse probabilmente un incidente, si disse che era stato ucciso da assassini russi. Fu sepolto presso il monastero Shuamta di Kakheti, in Georgia.
Ch'avch'avadze lasciò un figlio, David, che seguì le orme del padre diventando tenente generale dell'esercito russo e partecipò alla guerra del Caucaso, e tre figlie, Nino, Ek'at'erine e Sofia.

## Opere

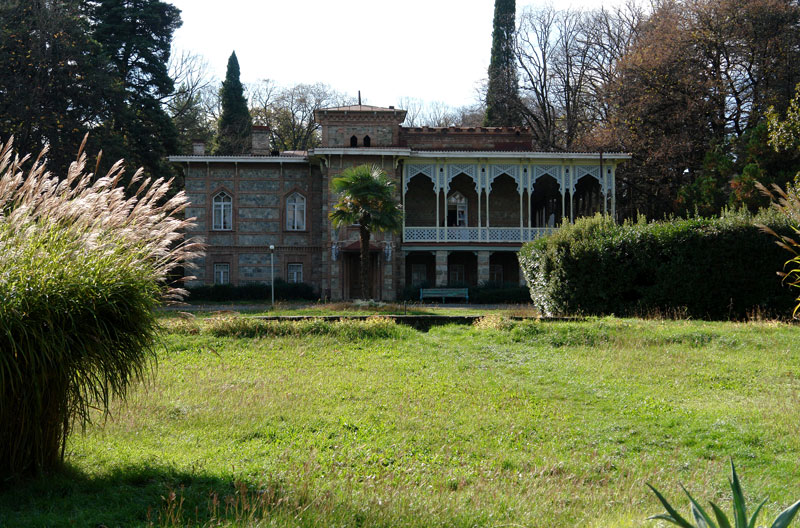
Casa di Aleksandre Ch'avch'avadze

L'influenza di Ch'avch'avadze sulla letteratura georgiana è stata immensa. Ne avvicinò il linguaggio poetico a quello vernacolare, combinando elementi del formalmente ricco e in qualche modo artificiale "alto stile" ereditato dalla letteratura rinascimentale georgiana del XVIII secolo, la melodia della lirica poetica persiana, in particolare Hafez e Saˁdi, il linguaggio boemo delle strade di Tblisi e la cultura del romanticismo europeo. Il soggetto delle sue opere variò passando dal primo anacreontico alla profonda filosofia della sua maturità.
La contraddittoria carriera di Ch'avch'avadze, la sua partecipazione alla lotta contro il giogo russo da una parte e la lealtà verso lo zar dall'altra, compresa la repressione delle rivolte georgiane, ebbe molta influenza sulle sue opere. L'anno 1832, quando fallì il complotto georgiano, segnò la linea di divisione tra i due principali periodi delle sue opere. In precedenza la sua poesia era soprattutto pregna di elogi per l'antico potere della Georgia, la perdita dell'indipendenza nazionale ed il suo legame con questo. La sua nazione sotto il controllo russo gli sembrava una prigione, e la rappresentò con colori cupi. Anche la morte del suo grande amico e genero Griboyedov contribuì al carattere depresso dei suoi scritti di quel periodo.

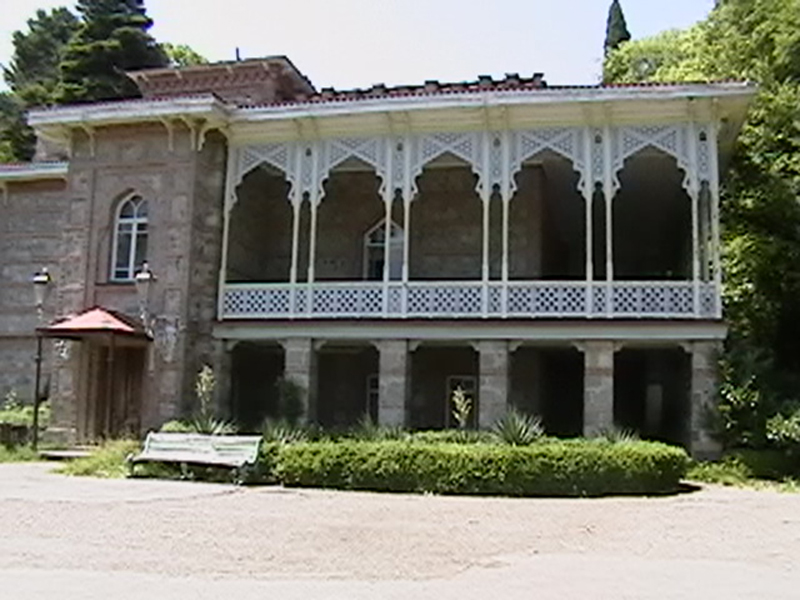
Angolo della residenza di Ch'avch'avadze a Ts'inandali, dove ancora opera l'azienda vinicola

Nei suoi poemi romantici, Ch'avch'avadze lodava il glorioso passato della Georgia. Nelle opere Guai, tempo, tempo (ვაჰ, დრონი, დრონი), Ascolta, ascoltatore (ისმინეთ მსმენნო) e Caucasia (კავკასია), l'età dell'oro della Georgia medievale contrastava con il presente. Da attivista sociale rimase soprattutto un "nazionalista culturale" e difensore della lingua nativa.
Nelle sue lettere Alexander criticò duramente il trattamento russo della cultura nazionale georgiana, paragonandolo ai saccheggi operati da Ottomani e Persiani quando avevano invaso la Georgia. In una delle lettere afferma: il danno inflitto dalla Russia alla nostra nazione è disastroso. Anche Persiani e Turchi non abolirono la nostra monarchia privandoci del senso dello Stato. Abbiamo scambiato un serpente per un altro.
Dopo il 1832 la sua percezione dei problemi nazionali mutò. Il poeta sottolineò i risultati positivi ottenuti grazie all'annessione alla Russia, anche se la liberazione della sua patria rimase un suo sogno. In seguito la sua poesia divenne meno romantica e sentimentale, ma non abbandonò mai l'ottimismo che rese le sue opere tanto diverse da quelle dei predecessori. Alcuni dei poemi più innovativi scritti in questo periodo furono Oh, mio sogno, perché mi hai chiamato di nuovo? (ეჰა, ჩემო ოცნებავ, კვლავ რად წარმომედგინე) e L'aratore (გუთნის დედა) scritti negli anni 1840. Il primo dei due, un poema piuttosto triste, termina a sorpresa con la speranza nel futuro. Il secondo combina le elegie di Ch'avch'avadze per il passato della sua gioventù con il calmo addio alla perduta vita sessuale ed alla potenza.
Ch'avch'avadze scrisse anche un'opera storica, "Storie brevi della storia georgiana dal 1801 al 1831".

## Onorificenze
- Ordine di Sant'Anna, 1ª Classe
- Ordine di San Vladimiro, 2ª Classe
- Ordine dell'Aquila Bianca
- Legion d'onore (Francia)